# Acantheis nipponicus
Espèce
Acantheis nipponicus est une espèce d'araignées aranéomorphes de la famille des Ctenidae.

## Distribution
Cette espèce est endémique de l'archipel d'Ogasawara au Japon,. Elle se rencontre sur l'île Minamiiwo.

## Description
La femelle holotype mesure 8,56 mm.

## Étymologie
Son nom d'espèce lui a été donné en référence au lieu de sa découverte, le Japon.

## Publication originale
- Ono, 2008 : Five new spiders of the families Dictynidae, Cybaeidae, Coelotidae and Ctenidae (Arachnida, Araneae) from Japan. Bulletin of the National Museum of Nature and Science. Series A, Zoology, vol. 34, no 3, p. 157-171 (texte intégral).